# Pachyphytum oviferum
Pachyphytum oviferum (J.A.Purpus, 1919) è una pianta succulenta appartenente alla famiglia delle Crassulacee, endemica del Messico.
Esso è provvisto di foglie molto carnose, fiori campaniformi rossi raggruppati in cicinni (particolari infiorescenze).

## Descrizione

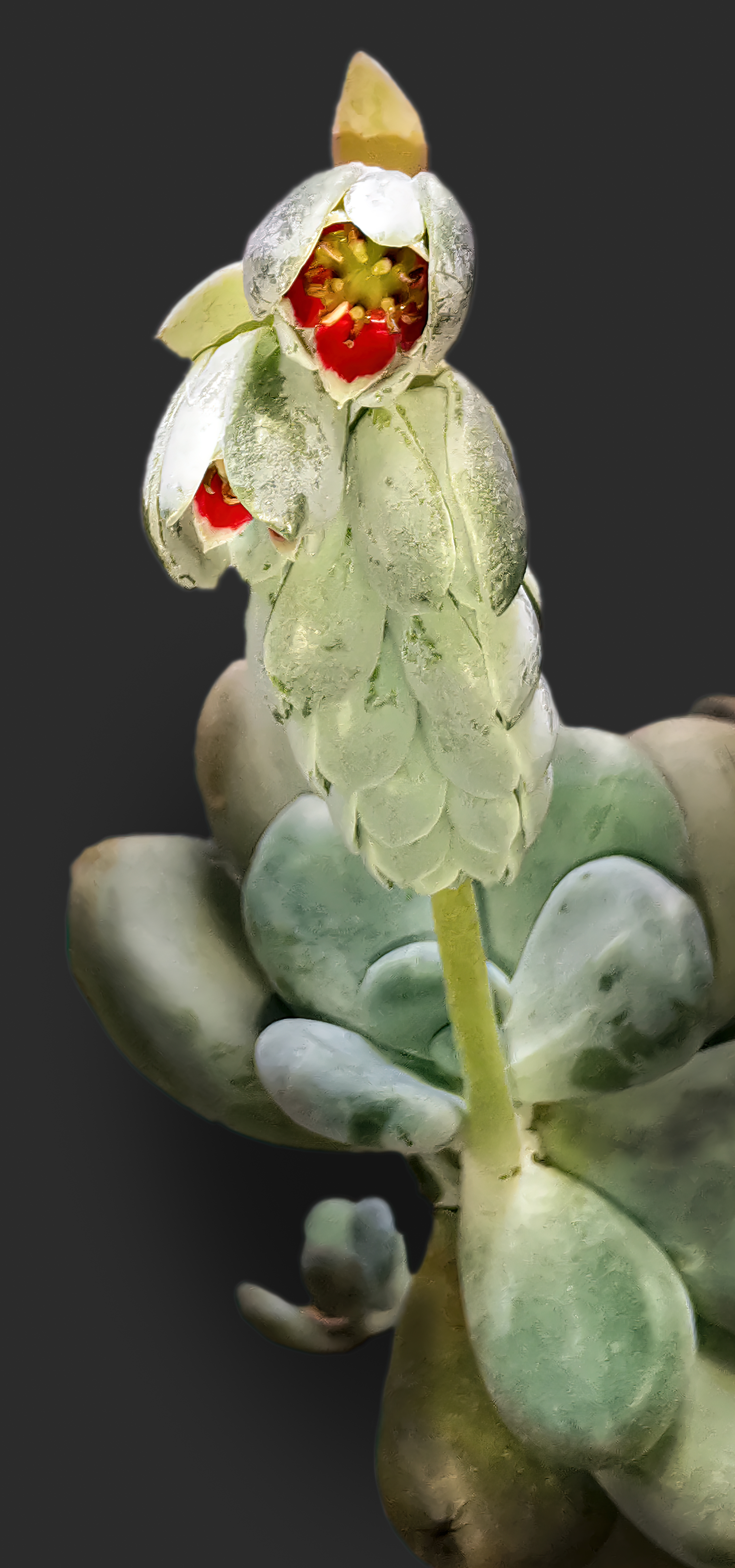
Fiori

Il Pachyphytum oviferum si presenta con fusto corto e foglie a forma di uovo un po' allungato e ricoperte di una patina biancastra (la pruina) con sfumature rosate. Le foglie sono talmente carnose da assumere a volte una forma arrotondata e in più possono perfino essere attaccate al tronco. Il Pachyphytum oviferum ha poi dei fiori a forma di campanula di colore rosso vivo.

## Coltivazione
Per coltivare il Pachyphytum oviferum bisogna usare un terriccio grasso, esporla al sole e bagnarla con poca acqua ogni 14giorni e, se si vuole, concimarla una volta al mese. Se non si vuole togliere la pruina che ne riveste le foglie, bisogna evitare di sfiorare e/o bagnare queste ultime.